# یارچوو-کولونگا دروگا
یارچوو-کولونگا دروگا (به لاتین: Jarczów-Kolonia Druga) یک روستا در لهستان است که در گمینا یارچوو واقع شده‌است.